# BTRX-335140
BTRX-335140或BTRX-140是一种研发中的选择性的κ-阿片受体拮抗剂，用于治疗重度抑郁症。截至2020年2月，该药物目前处于2期临床试验中。